# Fuerza de los Tigres de Liberación de Bodoland
La Bodo Liberation Tiger Force (BLTF) (en español:Fuerza de los Tigres de Liberación de Bodoland) era una organización armada creada el 18 de junio de 1996 por Prem Singh Brahma, con el objetivo un estado de Bodoland en el norte del Brahmaputra, un distrito autónomo Bodo al sur de dicho río y el reconocimiento de los bodos del distrito de Karbi-Anglong en la constitución india.
Después de tres años de lucha, en 1999 inició negociaciones con el gobierno y firmó un alto el fuego el 29 de marzo del 2000. Cuenta con más de 500 combatientes. Su líder (presidente) es Hagrama Basumatary, destacando también en su dirección Kamal Moshahray alias Chandran Narzari (vicepresidente) y Mainao Daimary, secretario de publicidad. En el año (2004) alcanzó un acuerdo político con las autoridades indias.
- Datos: Q2670659